# Douglas Costa
Douglas Costa de Souza (født 14. september 1990 i Sapucaia do Sul, Brasilien) er en brasiliansk fodboldspiller mest bare kendt som Douglas Costa eller bare Douglas, der spiller som på kanten i den brasilianske storklub Gremio. Han skiftede til klubben fra Juventus i 2021. Tidligere har han også spillet i Bayern München, hvor han kom til efter en succesfuld tid i ukrainskeforinden Shakhtar Donetsk. Han skiftede til Bayern München i sommeren 2015. Han er kendt  for sin dribling, fart og sine indlæg.